# Pirk, Seeboden am Millstätter See
Pirk je naselje v Občini Seeboden am Millstätter See v Okraju Špital ob Dravi  na Koroškem v Avstriji.